# Gaylord (Minnesota)
Gaylord è una città degli Stati Uniti d'America, situata in Minnesota, nella Contea di Sibley, della quale è anche il capoluogo.